# Japanische Kastanie

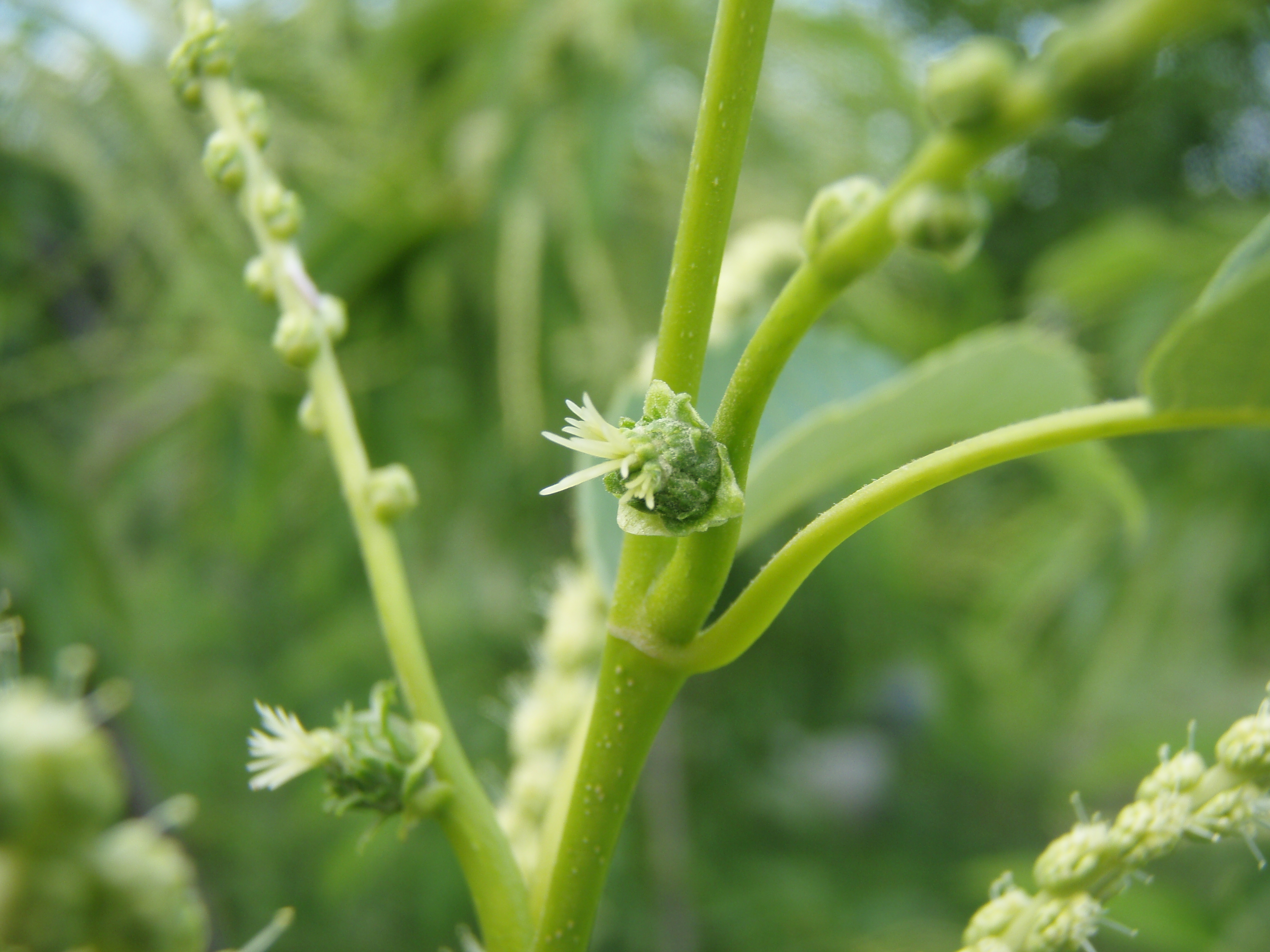
Weiblicher Blütenstand

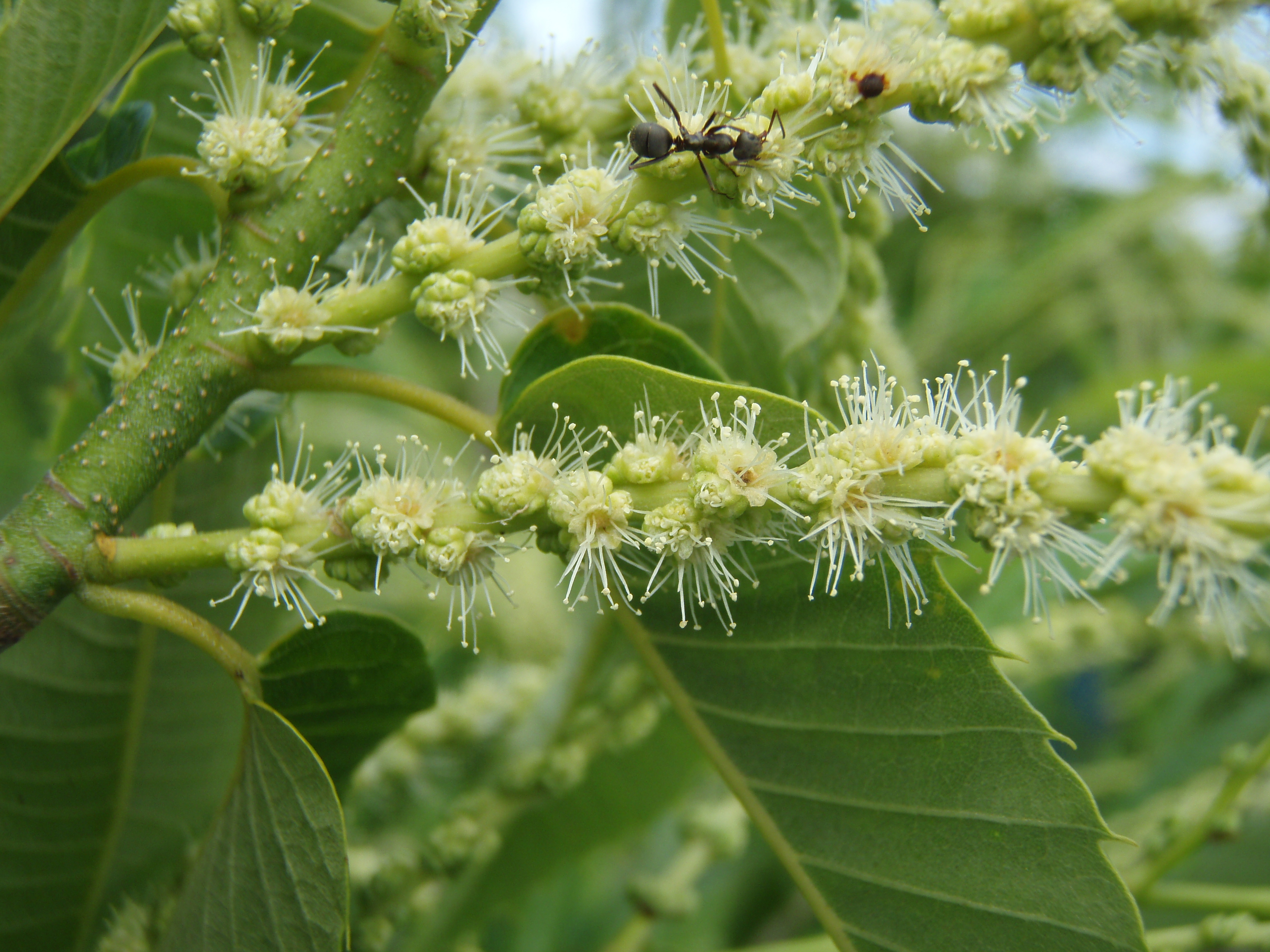
Männlicher Blütenstand

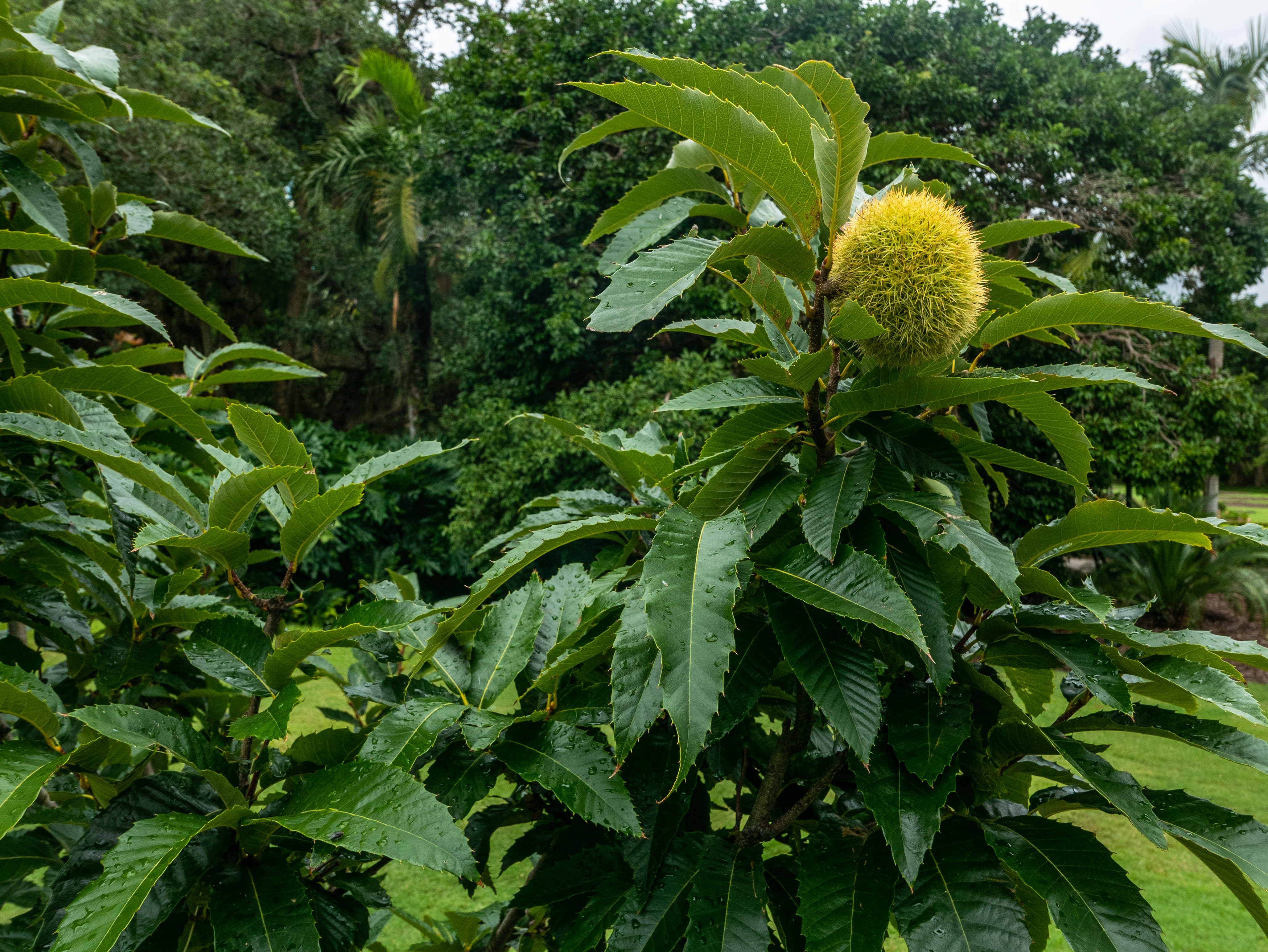
Blätter und Frucht

Die Japanische Kastanie (Castanea crenata) ist Art der Gattung Kastanien (Castanea) aus der Familie der Buchengewächse (Fagaceae), die in Japan und Korea heimisch ist und in Japan als Nihon guri (jap. 日本栗) bekannt ist. Sie wird besonders in Japan und Korea als Schalenobst angebaut.

## Beschreibung

### Vegetative Merkmale
Die Japanische Kastanie wächst als laubabwerfender Strauch oder Baum und erreicht Wuchshöhen von bis zu 15 Metern und einem Stammdurchmesser bis über 1,2 Meter. Normal sind Höhen von 8 bis 10 Metern mit einem Durchmesser von etwa 60 Zentimeter. Junge Zweige sind graubraun, zerstreut grauweiß behaart, schnell verkahlend und haben weiße Lenticellen. Die Borke ist braun und hat tiefe, unregelmäßige Risse oder Furchen. Die Winterknospen sind eiförmig, dunkelbraun und spärlich behaart, später verkahlend.
Die kurz gestielten Laubblätter sind wechselständig. Sie sind eiförmig, 9 bis 25 Zentimeter lang und 3 bis 8 Zentimeter breit. Die Spitze ist spitz oder zugespitzt. Die Blattbasis ist abgerundet bis leicht herzförmig. Der Blattrand ist spitzig gesägt und grannenspizig, die Blattunterseite ist bei jungen Blättern leicht behaart, später verkahlend, teils nur auf den Nerven behaart. An der Unterseite sitzen auch Drüsen. Es gibt 13 bis 26 Seitennerven-Paare. Der Blattstiel ist 0,5 bis 1,9 Zentimeter lang. Die Nebenblätter sind schmal dreieckig, am Rand gezähnt und fallen früh ab.

### Generative Merkmale
Die Japanische Kastanie ist einhäusig monözisch und duodichogam. Die achselständigen Kätzchen sind 8 bis 26 Zentimeter lang und duftend. Die funktionell männlichen Blüten sind gelblich weiß mit einer fünf- bis sechsteiligen Blütenhülle. Sie sind 2 Millimeter hoch, 3 Millimeter breit. Die Perianthlappen sind außen fast kahl, innen dicht behaart. Die 10 bis 12 Staubblätter haben 5 bis 6 Millimeter lange Staubfäden, die Antheren sind 0,4 Millimeter lang und 0,2 Millimeter breit. Der reduzierte Fruchtknoten ist 0,8 Millimeter lang und behaart.
Der Fruchtbecher (Cupula) ist im Blütenstadium 4 bis 5 Millimeter hoch und 5 bis 7 Millimeter breit. Bis drei Fruchtbecher stehen an der Basis eines ansonsten männlichen Kätzchens. Die Schuppen des Fruchtbechers sind lanzettlich bis breit dreieckig. In einem Fruchtbecher befinden sich meist drei Blüten. Die weiblichen Blüten sind 6 Millimeter lang, 2 Millimeter lang und haben eine sechsgeteilte Blütenhülle. Der Fruchtknoten hat 4 bis 6 Fächer, trägt 4 bis 9 lange, zylindrische Griffel mit minimalen Narben.
Die Früchte reifen im Oktober und Dezember. Der Fruchtbecher ist abgeflacht, kahl, 5 Zentimeter hoch, 8 Zentimeter breit und 4 Zentimeter dick. Der Fruchtbecher hat 1 bis 1,5 Zentimeter lange, verzweigte, behaarte Stacheln und öffnet sich mit vier Klappen. Pro Fruchtbecher werden zwei bis drei Nüsse gebildet, selten bis zu fünf. Eine Nuss ist 1,8 bis 2,8 Zentimeter hoch, 2 bis 3 Zentimeter breit und 1,5 bis 2,2 Zentimeter dick. Die glatte, ledrige Oberfläche ist dunkelbraun mit auffälligem Hilum. Die Früchte können ein Gewicht von über 30 Gramm erreichen.
Die Chromosomenzahl beträgt 2n = 24.

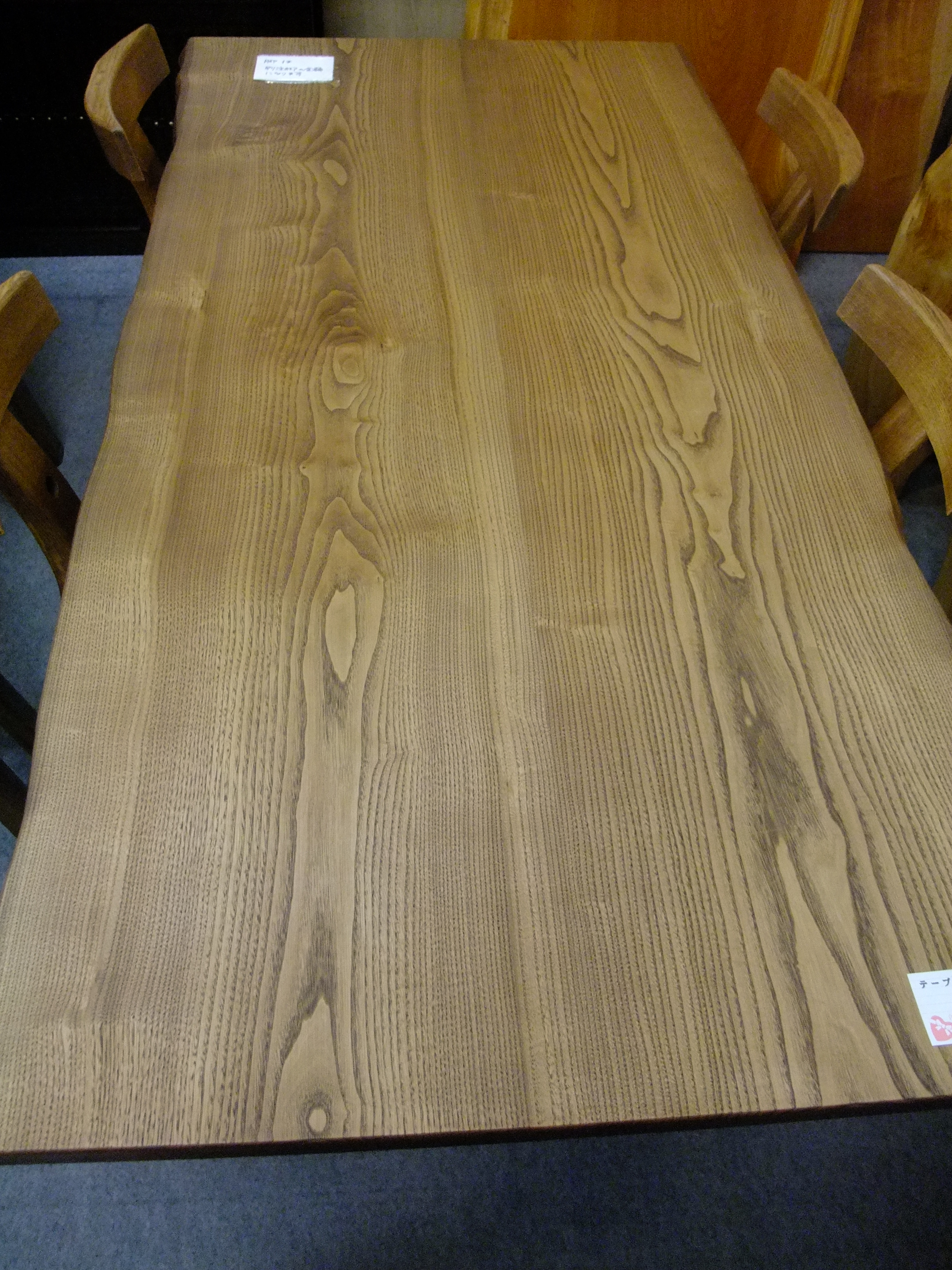
Tisch aus Japanischer Kastanie

## Verbreitung und Standorte
Die Japanische Kastanie ist ursprünglich in Japan und Korea beheimatet. In Taiwan ist sie eingebürgert. Im Nordosten von China wird sie teilweise angebaut.
Sie wächst zwischen Reisfeldern und in Nadelwäldern auf fruchtbaren Vulkanböden. Sie bevorzugt milde Sommer, nicht zu kalte Winter und hohe Sommerniederschläge, bei 1200 bis 1400 mm Jahresniederschlag. Im Süden Japans kommt sie bis in 1300 m Seehöhe vor. Sie ist nicht so frostresistent wie die Amerikanische und die Chinesische Kastanie. Durch ihre frühe Blüte ist sie gegen Spätfröste empfindlich.
1876 wurde die Japanische Kastanie in den Vereinigten Staaten eingeführt. Im 20. Jahrhundert wurde sie zur wichtigsten Kastanienart in Portugal. In manchen Gebieten Europas, besonders in Frankreich, werden Hybriden aus der Japanischen Kastanie mit der Edelkastanie angebaut.

## Krankheiten und Herbivore
Die Japanische Kastanie ist relativ unempfindlich gegen die Tintenkrankheit. Gegen den Kastanienrindenkrebs ist sie empfindlicher als die Chinesische Kastanie. Die Kastaniengallwespe (Dryocosmus kuriphilus) kann vor allem junge Bestände dezimieren.

## Nutzung
Die ältesten archäologischen Funde der Japanischen Kastanie stammen aus der mittleren Jōmon-Zeit (4000 bis 1000 v. Chr.). Seit der Zeitenwende wird sie kultiviert. Die Früchte werden ähnlich denen der Edelkastanie genutzt. Sie sind häufig nicht süß, manchmal adstringierend. Die Samenhaut lässt sich schwer lösen.
Die Erntemengen betrugen 2006 in Südkorea 76.447, in Portugal 29.133, in Japan 23.100 und in Nordkorea 8000 Tonnen.
Das mittelschwere und recht beständige Holz wird vorwiegend von wilden Beständen gewonnen und dient als Bauholz, für Pfosten und Stecken, als Brennholz und als Grundlage zur Pilzzucht. Es wird aber auch für Möbel oder Parkett verwendet.

## Belege
- Artbeschreibung in der Flora of Taiwan, Band 2, S. 52 f.
- G. Bounous, D. T. Marinoni: Chestnut: Botany, Horticulture, and Utilization. In: Jules Janick: Horticultural Reviews. Band 31, John Wiley & Sons 2005, ISBN 0-471-66694-7, S. 291–347 (bes. 299 f).